# Stazione di San Daniele del Carso
La stazione di San Daniele del Carso (in sloveno Štanjel) è una stazione ferroviaria posta sulla linea Jesenice-Trieste (Transalpina). Serve il centro abitato di San Daniele del Carso.

## Storia
La fermata venne attivata nel 1906 come parte della linea Jesenice-Trieste con il nome di St. Daniel-Kobdil.
Dopo la prima guerra mondiale, con l'annessione della Venezia Giulia al Regno d'Italia, la linea passò sotto l'amministrazione delle Ferrovie dello Stato, che ribattezzarono la stazione come San Daniele del Carso.
Dopo la seconda guerra mondiale il territorio venne annesso alla Jugoslavia e ribattezzarono Štanjel.
Dal 1991 appartiene alla rete slovena (Slovenske železnice).